# Coniceromyia impudica
Coniceromyia impudica är en tvåvingeart som beskrevs av Giar-Ann Kung och Brown 2000. Coniceromyia impudica ingår i släktet Coniceromyia och familjen puckelflugor.
Artens utbredningsområde är Honduras. Inga underarter finns listade i Catalogue of Life.